# Pseudauchenipterus jequitinhonhae
Pseudauchenipterus jequitinhonhae är en fiskart som först beskrevs av Steindachner, 1877.  Pseudauchenipterus jequitinhonhae ingår i släktet Pseudauchenipterus och familjen Auchenipteridae. Inga underarter finns listade i Catalogue of Life.